# Demokratyczne Koło Poselskie
Demokratyczne Koło Poselskie (DKP) – koło sejmowe działające w Sejmie VI kadencji.
Zostało utworzone 9 kwietnia 2008 po rozpadzie koalicji wyborczej Lewica i Demokraci. Koło powołali posłowie związani z Partią Demokratyczną – demokraci.pl: 
- Marian Filar, Toruń
- Bogdan Lis, Gdańsk – przewodniczący koła
- Jan Widacki, Kraków

26 czerwca 2009 Marian Filar i Bogdan Lis opuścili Partię Demokratyczną, a na początku lipca tego samego roku wraz z Janem Widackim przystąpili do Stronnictwa Demokratycznego. 16 lipca 2009 koło zostało przemianowane na „Demokratyczne Koło Poselskie Stronnictwa Demokratycznego”. Jan Widacki w 2010 wystąpił z SD, a w czerwcu 2011 przeszedł do klubu parlamentarnego Sojuszu Lewicy Demokratycznej, w wyniku czego koło przestało istnieć.